# Pleotrichocladium opacum
Pleotrichocladium opacum (Corda) Hern.-Restr., R.F. Castañeda & Gené – gatunek grzybów z klasy Dothideomycetes. Grzyb mikroskopijny.

## Systematyka i nazewnictwo
Pozycja w klasyfikacji według Index Fungorum: Pleotrichocladium, Melanommataceae, Pleosporales, Pleosporomycetidae, Dothideomycetes, Pezizomycotina, Ascomycota, Fungi.
Po raz pierwszy opisał go w 1837 r. August Corda, nadając mu nazwę Sporidesmium opacum. Potem zaliczany był do różnych rodzajów. W 2017 r. Margarita Hernández-Restrepo, Rafael F. Castañeda-Ruíz i Josepa Gené na podstawie badań filogenetycznych przenieśli go do nowo utworzonego rodzaju Pleotrichocladium. Jest to takson monotypowy.
Niektóre synonimy:
- Bactrodesmium fasciculare (Corda) E.W. Mason & S. Hughes 1953
- Trichocladium opacum (Corda) S. Hughes 1952

## Morfologia
Grzybnia częściowo powierzchniowa, częściowo zanurzona w podłożu, składająca się z septowanych, gładkich, szklistych do jasnobrązowych strzępek o szerokości 1,5–3 µm. Konidiofory mikronematowe, często zredukowane do komórki konidiotwórczej, która rozciąga się bocznie, tworząc konidium lub powstające jako krótkie boczne szypułki na strzępkach, nierozgałęzione lub luźno rozgałęzione. Komórki konidiotwórcze zintegrowane, mono- i poliblastyczne, końcowe lub interkalarne, cylindryczne lub baryłkowate, 7–14 × 3–3,5 µm, prawie szkliste do jasnobrązowych, gładkie. Konidia samotne, z 2–4(–5) przegrodami, jajowate, elipsoidalne lub maczugowate, 22–37 × 12–18,5 µm, ciemnobrązowe. Ich omórki podstawne są jaśniejsze, gładkie. Teleomorfa nie jest znana.
Kolonie na OA w temp. 25 °C osiągają średnicę 35–55 mm w 2 tyg., są wełniste, białe do szaroliwkowych. Brzeg biały, rewers oliwkowoczarny. Kolonie na PDA w temp. 25 °C osiągają średnicę 35–40 mm w 2 tyg., są wełniste, dymnoszare, szarooliwkowe lub zielonkawooliwkowe. Brzeg biały, rewers oliwkowoczarny. Zarodnikowanie umiarkowane do obfitego.

## Występowanie i siedlisko
Grzyb glebowy. W Polsce podano wiele jego stanowisk w osadach jeziornych oraz na włośnikach, korzeniach i siewkach jodły, brzozy omszonej, graba pospolitego, lipy drobnolistnej, kupkówki pospolitej, koniczyny łąkowej (podany pod nazwą Trichocladium opacum).